# KDA監査法人
KDA監査法人 （けーでぃーえーかんさほうじん 英文名称：KDA Audit Corporation）は、日本における監査法人である。
2007年8月までBaker Tilly Internationalと提携していた。

## 概要
- 本部 - 東京都中央区日本橋箱崎町20-7　ITOビル4階
- 大阪事務所 - 大阪市中央区久太郎町3-2-10日宝南本町ビル
- 人員 - 2007年時点 約40名
- 主なクライアント - 日本ハウスホールディングス、エルアイイーエイチ、伊豆シャボテンリゾート、エス・サイエンス、バルクホールディングスなど

## 沿革
- 1989年6月 - 国際第一監査法人設立
- 2007年3月 - KDA監査法人に名称変更

## 監査法人にかかわる出来事
- 2008年2月 - 金融庁公認会計士・監査審査会より金融庁長官に対して処分勧告が出された旨発表される。同年8月に金融庁長官より業務改善命令
- 2016年3月 - 金融庁公認会計士・監査審査会より金融庁長官に対して処分勧告が出された旨発表される。同年8月に金融庁長官より業務改善命令